# Rosa María Britton
Rosa María Crespo Justiniani de Britton (Panamá, 28 de julio de 1936-Panamá, 16 de julio de 2019) fue una doctora en medicina con especialización en obstetricia y oncología y escritora panameña, autora de 15 obras en los géneros de cuento, novela y teatro. Fue considerada la escritora panameña más reconocida internacionalmente. A nivel nacional, obtuvo el Premio Ricardo Miró en seis ocasiones en los géneros de novela, cuento y teatro.

## Biografía

### Primeros años
Fue hija de Matías Crespo, de origen cubano y Carmen Justiniani de Crespo, panameña, creciendo en el distrito de Chimán. Cursó estudios primarios en el Colegio María Inmaculada y luego fue enviada a estudiar a Cuba en un internado de monjas dominicas francesas, donde terminó su bachillerato. Comenzó sus estudios universitarios en la Escuela de Medicina de la Universidad de La Habana, pero el revuelo e inestabilidad política en la que estaba sumida el país durante el gobierno de Fulgencio Batista le obligaron a trasladarse a España en el año 1957, en donde finalizó sus estudios de doctorado.
En Madrid conoció a su esposo, el ingeniero estadounidense Carl Britton. Llevó a cabo su internado, residencia y especialización en ginecología, obstetricia y cirugía oncológica en California y ejerció la profesión de medicina en Nueva York.

### Regreso a Panamá
Luego de 23 años de estar fuera del país y con dos hijos, decidió regresar a Panamá, donde su esposo obtuvo un trabajo en la Comisión del Canal de Panamá y ella fue asignada a realizar un internado en La Chorrera, en donde experimentó de primera mano las necesidades de la población pobre panameña.
Luego de su internado, ingresó al Hospital Santo Tomás en donde laboró dentro del Centro Cancerológico Juan Demóstenes Arosemena. Dentro de este centro lideró la modernización y posterior ley que le brindó independencia a esta institución (Ley 11 de 1984, mediante la cual se creó el Instituto Oncológico Nacional Juan Demóstenes Arosemena). Trabajó por 20 años en esta institución.

### Incursión en las letras
En 1981 publicó su primera obra Ataúd de Uso. Sobre su primera novela expresó: «siempre he tenido inclinaciones literarias, he leído mucho toda mi vida y tenía esa ambición de escribir sobre ciertas cosas que pasaron en nuestra familia en honor a mi madre. Así me puse a escribir la historia familiar y terminé haciendo una novela».
Sus amigos y colegas la animaron a participar en el Concurso Nacional de Literatura "Ricardo Miró", el cual en ese entonces ella no conocía. Britton entregó su novela Ataúd de Uso un día antes del cierre del concurso y ésta se convirtió en la primera de seis veces en las que llegó a recibir este premio en distintos géneros.
Su libro La Costilla de Adán, un tratado sobre sexualidad y ginecología, fue su libro más exitoso con 30 000 ejemplares vendidos y se convirtió en una referencia escolar en Panamá.

### Impulso a la Ley de Salud Sexual y Reproductiva
Rosa María Britton se destacó por su activa participación en debates sobre temas de trascendencia social e impulsa el proyecto de Ley de Salud Sexual y Reproductiva presentado ante la Asamblea Nacional de Panamá, el cual ha causado polémica entre grupos religiosos y de derechos humanos en el país. Britton aducía que "se requiere lo más antes posible una ley de educación sexual fuerte ante la proliferación de niñas embarazadas en las escuelas".

### Muerte
Fallece el martes, 16 de julio de 2019 a los 83 años en Ciudad de Panamá a causa de cáncer de pleura y problemas respiratorios.

## Obra

### Novelas
- 1982: El ataúd de uso,  Premio Ricardo Miró novela, Panamá. Editorial Mariano Arosemena, Instituto Nacional de Cultura (Panamá). Editorial Oveja Negra, Colombia 1986. ISBN 958-06-0240-9
- 1984: El Señor de las lluvias y el viento,  Premio Ricardo Miró novela  , Editorial Mariano Arosemena Instituto Nacional de Cultura (Panamá). Editorial Lil, Costa Rica, 1988. ISBN 9962-51-013-9
- 1991: No pertenezco a este siglo,  Premio Ricardo Miró novela, Editorial Mariano Arosemena, Instituto Nacional de Cultura (Panamá) ISBN 9962-9962-029-5
- 1997: Todas íbamos a ser reinas, Colombia. ISBN 958-14-0281-0
- 2002: Laberintos de orgullo, Editorial Alfaguara, España. ISBN 9962-630-49-5
- 2005: Suspiros de fantasmas, Costa Rica. ISBN 9962-650-40-2
- 2016: Tocino del cielo, Panamá. ISBN 978-607-313-252-7

### Cuentos
- 1986: ¿Quién inventó el mambo?,  Premio Ricardo Miró cuento, Editorial Mariano Arosemena, Instituto Nacional de Cultura (Panamá). Editorial Sibauste, Panamá, 1995. ISBN 9962-51-039-2
- 1987: La muerte tiene dos caras,  Premio cuento Walt Whitman, Asociación de Becarios de la Fundación Fullbright, Editorial Costa Rica. ISBN 9962-630-49-5
- 1995: Semana de la mujer y otras calamidades, Editorial Torremozas, España. ISBN 9962-51-067-8
- 2001: La nariz invisible y otros misterios, Editorial Torremozas, Madrid, España. ISBN 84-7839-238-6
- 2010: Historia de Mujeres Crueles, Editorial Alfaguara. ISBN 978-9962-8968-1-4

### Teatro
- 1986: Esa esquina del paraíso,  Premio Ricardo Miró teatro, Editorial Mariano Arosemena, Instituto Nacional de Cultura (Panamá).
- 1987: Banquete de despedida/Miss Panamá INC, Premio Ricardo Miró Teatro, Editorial Mariano Arosemena, Instituto Nacional de Cultura (Panamá).
- 1994: Los loros no lloran, Primer Premio Sección Teatro, Juegos Florales México, Centro América, el Caribe y Panamá, Quetzaltenango, Guatemala.

### Otros escritos
- 1985: La Costilla de Adán, Editorial Lil, San José Costa Rica. ISBN 9962-8890-0-6

## Cargos relevantes ocupados en Panamá
1982-1987: Directora del Instituto Oncológico Nacional
1987-1989: Vicepresidenta de la Asociación Nacional para el avance de la Ciencia (APANAC)
1993-1997: Presidenta de FLACSA (Federación Latinoamericana de Asociaciones de Cancerología)
2009-2010:  Presidenta de la Fundación pro Biblioteca Nacional de Panamá

## Logros y reconocimientos
- Premio César Escritora del Año, Los Ángeles, California, Estados Unidos. 1985.[8]
- Primer lugar en la sección de cuento del Concurso Literario Fullbright, San José, Costa Rica. 1985.[8]
- Premio de Teatro en Quetzaltenango, Guatemala con la obra Los Loros no Lloran. 1995.
- Distinguida como "Mujer del Año", Medalla de Oro Raquel de León, por la Federación de Mujeres de Negocios de Panamá. 1987.[8]
- En 1996 fue declarada "Hija Meritoria de la Ciudad Capital" y se le entregaron las llaves de la Ciudad de Panamá[9]
- En el año 2005, su primera novela: Ataúd de Uso fue escogida para pertenecer al sello Punto de Lectura de la editorial del Grupo Santillana, siendo la primera obra literaria panameña en ser incluida en esta colección.[10]
- Premio "Mujer Destacada del Año" otorgado por la Asociación Panameña de Ejecutivos de Empresa-APEDE. 2009.[11]
- Reconocimiento por la Asamblea Nacional de Diputados en el marco del Día Mundial del Libro y del Derecho de Autor. 2011.[12]
- Miembro fundadora de la Fundación pro Biblioteca Nacional de Panamá y presidenta de su Junta Directiva[13]
- La Biblioteca de la Universidad Interamericana de Panamá lleva su nombre desde 2019. Biblioteca Dra. Rosa María Britton.